# Diána-cerkóf

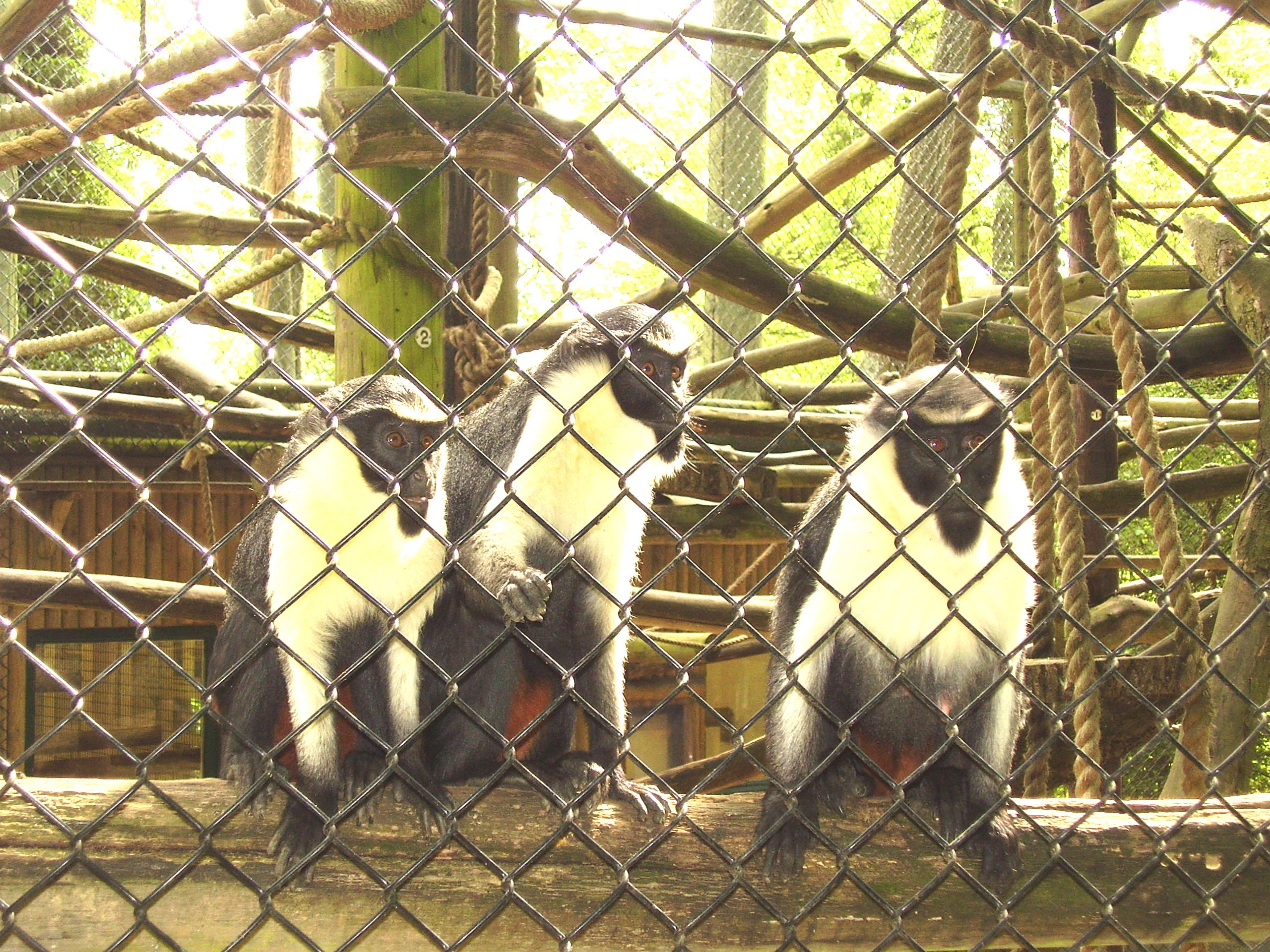

A Diána-cerkóf (Cercopithecus diana) az emlősök (Mammalia) osztályának a főemlősök (Primates) rendjéhez, ezen belül a cerkóffélék (Cercopithecidae) családjához és a cerkófmajomformák (Cercopithecinae) alcsaládjához tartozó faj.
A Cercopithecus nemen belül a róla elnevezett Diana csoportba tartozik, legközelebbi rokon faja a korábban csak alfajának vélt Roloway-cerkóf (Cercopithecus roloway). Távolabbi rokona a kevéssé ismert kis cerkóf (Cercopithecus dryas).

## Megjelenése
A hímek testhossza 50–57 cm, a nőstényeké 40–48 cm, farokhossza 55–80 cm, a hímek testtömege 3,5-7,5 kg, a nőstényeké 2,2-3,5 kg. Színpompás állat, melynek alapszíne fényes fekete, torka, alkarja és szakálla fehér, hátulsó végtagjai rozsdavörösek, combjának elülső oldalán fehér sávok láthatók.

## Elterjedése, élőhelye
Nyugat-Afrikában egy viszonylag kis területen él. Guinea, Sierra Leone, Libéria, Elefántcsontpart és Ghána erdeiben honos.
Elsődleges esőerdők fáinak csúcsán él.

## Életmódja
Ez a nappal aktív faj kis – általában egy öreg hím által vezetett – csoportban él. Életmódja messzemenőkig hasonlít más cerkófokéhoz, különösen pedig az apácacerkóf rokonságáéhoz. Szociális szerveződésében testtartása nagyobb jelentőséggel bír, mint arckifejezései. Élénk színű hátsó testfelét gyakran használja jelzésre.
Táplálékát gyümölcsök és rovarok alkotják, de a leveleket, virágokat, hajtásokat, rügyeket, ritkán pedig fák nedveit is fogyasztja.

## Szaporodása
Nászviselkedéséről és ivari magatartásáról csak keveset tudni. A nőstényen ivarzáskor látható duzzanat nem figyelhető meg. Öt hónapi vemhesség után egy kölyök születik, amely kb. féléves koráig szopik, ivaréretté hároméves korában válik.

## Természetvédelmi helyzete
A faj csak viszonylag kis területen honos, az erdőirtások és a húscélú vadászat miatt pedig állományai többfelé nagyon lecsökkentek. A Természetvédelmi Világszövetség ezért Vörös Listáján a „veszélyeztetett” kategóriába sorolja a fajt.

## Fordítás
- Ez a szócikk részben vagy egészben  a   Dianameerkatze című német Wikipédia-szócikk ezen változatának fordításán alapul.  Az eredeti cikk szerkesztőit annak laptörténete sorolja fel. Ez a jelzés csupán a megfogalmazás eredetét és a szerzői jogokat jelzi, nem szolgál a cikkben szereplő információk forrásmegjelöléseként.